# Inge Molendijk
Inge Molendijk (Dinkelland, 9 december 1992) is een Nederlandse volleyballer. Molendijk is spelverdeler en komt sinds 2011 uit voor het eerste damesteam van Sliedrecht Sport. Met dit team veroverde zij in 2012 zowel de landstitel als de nationale beker en in 2013 wederom de landstitel.

## Clubcarrière
Molendijk speelde in 2008 bij HAN Volleybal en in 2009 bij Set-Up'65. In 2010 tekende zij een contract bij Kindercentrum Alterno Apeldoorn maar vertrok daar alweer na een jaar om te gaan spelen bij Sliedrecht Sport.

## Internationale carrière
Sinds 2008 is Molendijk geregeld opgeroepen voor nationale jeugdteams. Als zodanig heeft zij Nederland vertegenwoordigd op de Europese kampioenschappen in 2009 en 2011. In 2009 nam zij tevens deel aan het Europees Jeugd Olympisch Festival in Tampere.
Op senioren niveau zat zij bij de voorselectie van het nationaal team voor de European League 2012 en zit zij bij de voorselectie voor de internationale toernooien in 2013. Op 10 mei 2013 maakte zij haar interlanddebuut in de oefenwedstrijd tegen België.